# Ойфа, Пётр Наумович
Пётр Наумович Ойфа (при рождении Пинхос Нехемьевич; 13 (26) марта 1907 — 4 мая 1987) — русский советский поэт, журналист.

## Биография
Родился 13 марта (по старому стилю) 1907 года в Елисаветграде (ныне — Кропивницкий) в семье елисаветградского мещанина, банковского служащего Нехемьи Йосевича Ойфы и Перли Ойфы. Он окончил школу в 1926 году в Киеве и стал работать журналистом.
Его первые стихотворения были опубликованы в журналах «Ленинград» и «Звезда» в 1924 году. Пётр Наумович участвовал в литературном кружке при Ленинградской обувной фабрике «Пролетарская победа».
В 1927—1931 годах он был связан с Киевской коммуной писателей. Автор сборников стихов, вышедших в Киеве: «Сейсмограф» (1931), «Спичечный коробок» (1931), а также детского сборника стихов «Пионерская почта» (1931).
В 1931 он переехал в Ленинград и его стихи стали регулярно печататься в ленинградских издательствах.
П. Н. Ойфа был участником Советско-финляндской войны. В годы Великой Отечественной войны служил рядовым на Ленинградском фронте. Осенью 1941 года он стал военным корреспондентом ЛенТАСС и газеты «Смена». Пётр Ойфа воевал на Невской Дубровке, Ораниенбаумском плацдарме, под посёлком Синявино, где получил ранение. 9 сентября 1942 он был принят в члены СП СССР. В 1945 году вступил в КПСС.
После войны он работал в газете «Ленинские искры», а в 1960-х годах — в редакциях окружных газет в Киевском, Московском и Прикарпатском округах. Его первый послевоенный сборник стихов «Память сердца» вышел в Ленинграде в 1956 году. В 1962 году вышел сборник «Время любви», а в 1967 году — «Служба песни». Стихи разных лет помещены в сборник «Баллады переднего края» (1985).

## Награды
- Орден Красной Звезды[10]
- Медаль «За оборону Ленинграда»[11]
- Медаль "За отвагу"[12]
- Медаль «За победу над Германией в Великой Отечественной войне 1941—1945 гг.»[12]